# Správní obvod obce s rozšířenou působností Třebíč
Správní obvod obce s rozšířenou působností Třebíč je od 1. ledna 2003 jedním ze tří správních obvodů rozšířené působnosti obcí v okrese Třebíč v Kraji Vysočina. Čítá 93 obcí.
Města Třebíč, Hrotovice a Jaroměřice nad Rokytnou jsou obcemi s pověřeným obecním úřadem.

## Seznam obcí
Poznámka: Města jsou vyznačena tučně, městyse kurzívou.
- Bačice
- Benetice
- Biskupice-Pulkov
- Bochovice
- Bransouze
- Budišov
- Čáslavice
- Čechočovice
- Čechtín
- Červená Lhota
- Číhalín
- Číchov
- Číměř
- Dalešice
- Dolní Vilémovice
- Dukovany
- Heraltice
- Hodov
- Horní Heřmanice
- Horní Smrčné
- Horní Újezd
- Horní Vilémovice
- Hrotovice
- Hroznatín
- Hvězdoňovice
- Chlístov
- Chlum
- Jaroměřice nad Rokytnou
- Kamenná
- Klučov
- Kojatín
- Kojetice
- Koněšín
- Kouty
- Kozlany
- Kožichovice
- Krahulov
- Krhov
- Lesůňky
- Lipník
- Litovany
- Loukovice
- Markvartice
- Mastník
- Mikulovice
- Myslibořice
- Nárameč
- Nová Ves
- Nový Telečkov
- Odunec
- Okřešice
- Okříšky
- Opatov
- Ostašov
- Petrovice
- Petrůvky
- Pokojovice
- Pozďatín
- Přeckov
- Předín
- Přešovice
- Přibyslavice
- Příštpo
- Pyšel
- Račice
- Radkovice u Hrotovic
- Radonín
- Radošov
- Rohy
- Rokytnice nad Rokytnou
- Rouchovany
- Rudíkov
- Římov
- Slavětice
- Slavičky
- Smrk
- Stařeč
- Stropešín
- Střítež
- Studnice
- Svatoslav
- Šebkovice
- Štěměchy
- Trnava
- Třebenice
- Třebíč
- Valdíkov
- Valeč
- Vladislav
- Vlčatín
- Výčapy
- Zárubice
- Zašovice

## Obyvatelstvo
| Rok  | Obyv.  | ± %    |
| ---- | ------ | ------ |
| 1869 | 51 389 | —      |
| 1880 | 54 587 | +6,2 % |
| 1890 | 57 498 | +5,3 % |
| 1900 | 60 980 | +6,1 % |
| 1910 | 63 338 | +3,9 % |

| Rok  | Obyv.  | ± %    |
| ---- | ------ | ------ |
| 1921 | 65 212 | +3 %   |
| 1930 | 65 911 | +1,1 % |
| 1950 | 62 350 | −5,4 % |
| 1961 | 64 726 | +3,8 % |
| 1970 | 64 446 | −0,4 % |

| Rok  | Obyv.  | ± %    |
| ---- | ------ | ------ |
| 1980 | 69 371 | +7,6 % |
| 1991 | 75 914 | +9,4 % |
| 2001 | 76 511 | +0,8 % |
| 2011 | 74 425 | −2,7 % |
| 2021 | 71 915 | −3,4 % |